# Erioptera viridula
Erioptera viridula là một loài ruồi trong họ Limoniidae. Chúng phân bố ở miền Tân bắc.